# Sister Sin (groupe)
Sister Sin est un groupe de heavy metal suédois, originaire de Göteborg. Formé durant l'année 2002, le groupe est signé chez Victory Records, et compte un total de cinq albums studio, un EP, et deux démos. Le groupe a aussi enregistré en 2011 une reprise de la chanson Rock 'N' Roll de Motörhead, sur laquelle Liv Jagrell chante en duo avec Doro Pesch. Une reprise de Paint it Black des Rolling Stones a également été enregistré en 2003 avec le premier album, Dance of the Wicked. 
Le groupe est officiellement dissous depuis le 4 novembre 2015, à la suite d'un burn-out de certains membres après plus de sept ans de tournées internationales. Les membres du groupe gardent cependant le contact avec leurs fans via les réseaux sociaux et laissent envisager un retour.

## Biographie

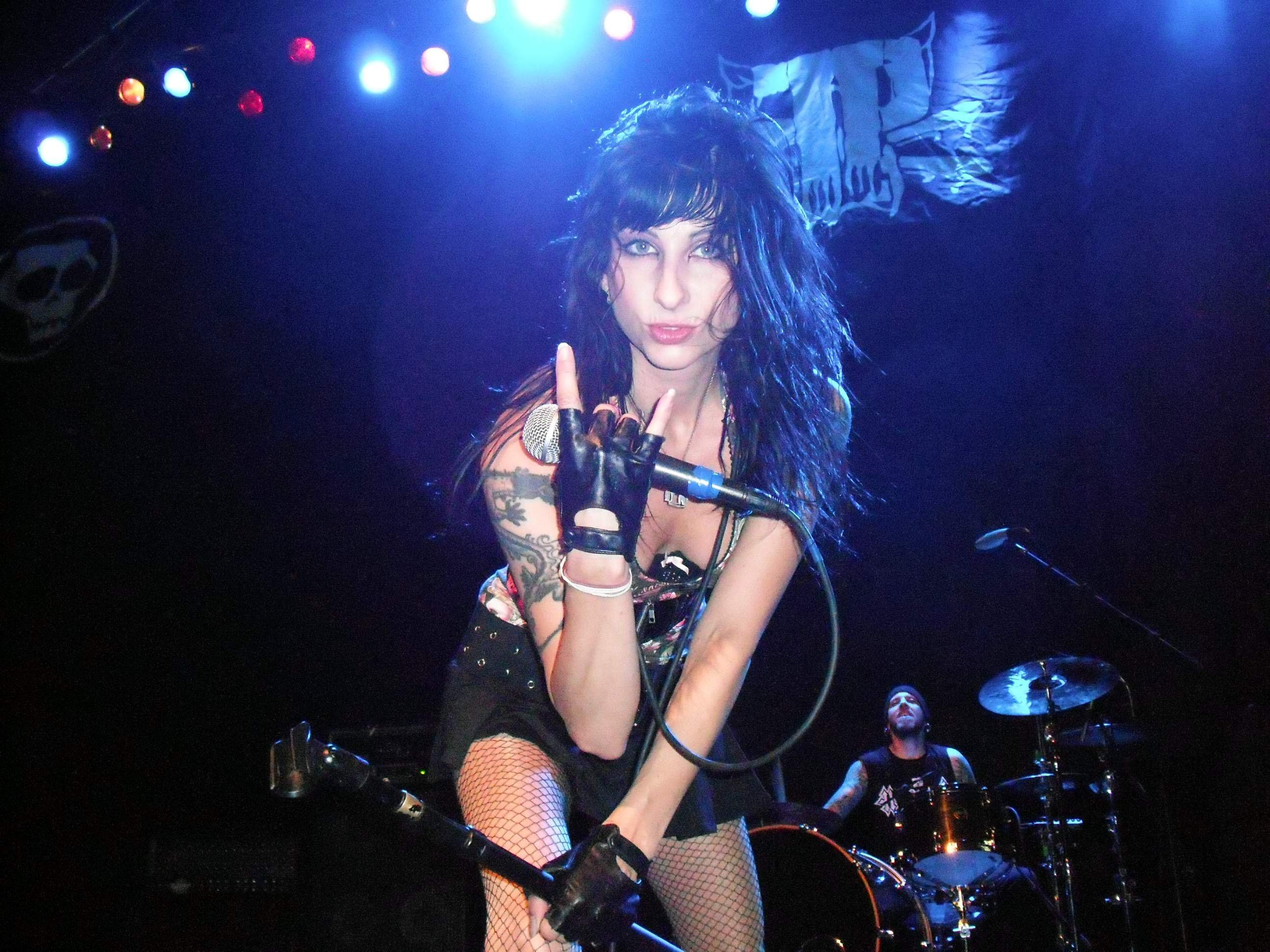
Liv Jagrell, chanteuse de Sister Sin.

Le groupe est formé en 2002 et publie plusieurs albums et démos dans de petits labels indépendants. Ils publient leur premier album studio, Switchblade Serenades, au label de renom Victory Records en octobre 2008 ; il atteint la 107e place des Top Heatseekers une semaine après sa sortie américaine. Le groupe joue deux tournées américaines en soutien à l'album, avec des groupes comme Motörhead, Otep, et Ill Niño. Sister Sin tourne aussi en Europe avec Arch Enemy et joue dans des festivals comme le Sweden Rock et le Norway Rock. 
Au début de 2010, ils enregistrent un nouvel album intitulé True Sound Of The Underground avec le producteur Henrik Edenhed (de Dead by April, Lambretta etc.) qui devient 96e des Top Heatseekers, le 22 juin 2010 aux États-Unis. Plus tard dans l'année, ils se séparent du bassiste Benton Wiberg, incapable de jouer en tournée. Le groupe recrute Strandh à la basse et tourne en Europe avec Lordi. Trois autres tournées américaines suivent, la première avec Michael Schenker Group et Lynch Mob, la deuxième avec Straight Line Stitch, System Divide et In This Moment, et la dernière avec Blackguard, Destrophy et Otep. Sister Sin tourne encore en Europe à la fin de 2011 avec U.D.O.. 
Le quatrième album du groupe, Now and Forever est publié le 23 octobre 2012 via Victory Records à l'international. Il est mixé par Cameron Webb (Motörhead, Social Distortion, Danzig). En 2014, Sister Sin commence l'enregistrement d'un cinquième album, Black Lotus. Le 16 septembre, le groupe publie la vidéo lyrique du single Chaos Royale chez Metal Hammer. L'album est publié au label Victory Records le 27 octobre 2014, en parallèle à la vidéo de Chaos Royale, publiée sur Loudwire et en stream compte sur Blabbermouth.net.
Sister Sin joue l'intégralité du Rockstar Energy Drink Mayhem Festival en 2015. Le 7 novembre 2015, le groupe annonce sa séparation à la suite d'un burnout après sept ans de tournée. Néanmoins, les membres n'écartent pas la possibilité de reformer le groupe à l'avenir.

## Membres

### Derniers membres
- Liv Jagrell - chant
- Jimmy Hiltula - guitare
- Andreas Strandh - basse
- Dave Sundberg - batterie

### Anciens membres
- Benton Wiberg - basse
- Chris Casey - basse

## Discographie

### Albums studio
- 2003 : Dance of the Wicked
- 2008 : Switchblade Serenades
- 2010 : True Sound of the Underground
- 2012 : Now and Forever
- 2014 : Black Lotus
- 2019 : Burning Sermons

## Vidéographie
- On Parole (2008)
- One Out of Ten (2008)
- Outrage (2010)
- 24/7 (2010)
- Sound of the Underground (2010)
- Rock 'N' Roll (Motörhead cover) feat. Doro Pesch (2011)
- End of the Line (2012)
- Hearts of Cold (2013)
- Fight Song (2013)
- Chaos Royale (2014)
- Desert Queen (2015)